# كيم ويستون (مغنية)
كيم ويستون (بالإنجليزية: Kim Weston)‏ هي مغنية أمريكية، ولدت في 20 ديسمبر 1939 في ديترويت في الولايات المتحدة.

## وصلات خارجية
- كيم ويستون على موقع IMDb (الإنجليزية)
- كيم ويستون على موقع ميوزك برينز (الإنجليزية)
- كيم ويستون على موقع إن إن دي بي (الإنجليزية)
- كيم ويستون على موقع أول ميوزيك (الإنجليزية)
- كيم ويستون على موقع ديسكوغز (الإنجليزية)
- كيم ويستون على موقع قاعدة بيانات الفيلم (الإنجليزية)